# Sway With Me
"Sway With Me" é uma canção da rapper estadunidense Saweetie e da cantora estadunidense Galxara. Foi lançada em 31 de janeiro de 2020, pela Atlantic, como terceiro single da trilha sonora do filme Birds of Prey.

## Fundo e desenvolvimento
Saweetie se uniu a cantora de electropop Galxara para a faixa "Sway With Me", que faz riffs no padrão de jazz-pop de "Sway", a versão em inglês da orquestra de Dean Martin e Dick Stabile lançada em 1954.
Em uma entrevista para a Variety no tapete vermelho do Grammy, Saweetie disse ter tido uma reação comicamente dramática à notícia de que ela seria incluída na trilha sonora do filme. "Garota, eu desmaiei. Eu amo Harley Quinn. Eu era ela no Halloween. Então, o fato de eu poder contribuir com algo tão monumental significa tudo para mim", disse a rapper com uma risada.

## Antecedentes e lançamento
Em 10 de janeiro de 2020, Galxara anunciou através do seu Instagram que estaria na trilha sonora de Birds of Prey, na faixa chamada "Sway With Me", em parceria com Saweetie. Em 14 de janeiro de 2020, Galxara postou uma foto de um look misterioso com a tag "#harleyquinn" e mencionando a conta oficial do filme no Instagram. No dia seguinte, Galxara fez outra publicação, uma foto ao lado de Saweetie com a tag "#birdsofprey #swaywithme". Um dia antes, Saweetie tinha postado essa mesma foto em sua conta oficial no Instagram, mencionando Galxara. Em 16 de janeiro de 2020, Galxara postou em suas mídias sociais outra foto ao lado de Saweetie, com a legenda "#swaywithme #icy #comingsoon" No mesmo dia, a Atlantic liberou um trailer do álbum completo, que conta com trechos de músicas que estarão no filme, onde pode-se ouvir um trecho da faixa. No dia 30 de janeiro de 2020, a capa oficial do single foi revelada. A música foi lançada em todas as plataformas de download digital e streaming no dia seguinte.

## Vídeo de música
O videoclipe oficial para a faixa foi lançado em 31 de janeiro de 2020, na mesma data em que a canção foi lançada.
No vídeo, Saweetie e Galxara viajam pelas ruas de Los Angeles em um conversível e arrebentam pinhata em um mercado mexicano, acompanhadas pela estrela coadjuvante do filme, Ella Jay Basco, que interpreta Cassandra Cain no filme. Galxara dá o pontapé inicial cantando/fazendo rap em um verso frenético, antes de chegar ao pré-refrão. “A sensação, sentindo-me tão supersônica / Eu tento parar, mas simplesmente não consigo parar / Dançando em chamas, balance comigo - balance, balance, balance", diz a cantora. Saweetie então aparece na frente de um carro policial em um túnel cheio de fumaça para seu verso, vestida com uma versão ampliada do visual vermelho e branco de Harley Quinn, com o cabelo espetado e brincos de interrogação, ela cospe versos cheios de arrogância sobre uma amostra do clássico do big bang de Dean Martin, "Sway". "Harley, Harley, pegue um corpo, rápido / Vroom, vroom, vroom como se eu estivesse pilotando uma Harley / Mas eu estou em uma Rari, desculpe, não sinto muito / Não disse um pio, mas eu sei que os pássaros me viram ", ela bate. Visualmente, "Sway With Me" assume os elementos semelhantes do filme, ambientes muito vibrantes, bombas de fumaça multicoloridas e perseguições policiais.

## Lista de faixas
| Download digital & streaming |                                         |         |  |
| N.º                          | Título                                  | Duração |  |
| 1.                           | "Sway With Me" (com Saweetie & Galxara) | 2:48    |  |

| Download digital & streaming – Versão Galxara |                                  |         |  |
| N.º                                           | Título                           | Duração |  |
| 1.                                            | "Sway With Me" (Galxara Version) | 2:33    |  |

## Créditos
Créditos adaptados do Genius e TIDAL.
| - Saweetie - compositora, vocais, artista principal - Galxara - vocais, artista principal - Earlly Mac - compositor - Mich Hansen - compositor, produtor, programador - Jacob Ubizz - produtor, programador - Quavious Marshall - compositor - Pablo Beltrán Ruiz - compositor - Michael Pollack - compositor - Tia Scola - compositora - Jacob Uchorczak - compositor - Norman Gimbel - compositor - Caramel Koi - compositor - Riana Kuring - compositora - Adam David Small - compositor - Nick Sarazen - compositor - Randell Hammers - compositor - Manny Marroquin - mistura - Michelle Mancini - masterização |

## Histórico de lançamento
| Região | Data                  | Formato                    | Versão       | Gravadora | Ref.                 |
| ------ | --------------------- | -------------------------- | ------------ | --------- | -------------------- |
| Vários | 31 de janeiro de 2020 | download digital streaming | Original     | Atlantic  | [ 2 ] [ 14 ] [ 15 ]  |
| Vários | 1 de maio de 2020     | download digital streaming | GALXARA Solo | Atlantic  | [ 18 ] [ 19 ] [ 20 ] |